# Джеррард, Джон Мелвин
Джо́н Ме́лвин Дже́ррард (англ. John M. Gerrard (род. 2 ноября 1953, Скайлер, Небраска, США) — американский юрист, федеральный судья Окружного суда штата Небраска.

## Биография

### Ранние годы и учёба
В 1976 году получил бакалавра наук в Уэслианском университете Небраски.
В 1977 году получил магистра государственного управления в Аризонском университете.
В 1981 году получил доктора права в Школе права Макджорджа Тихоокеанского университета.
Член студенческого братства Phi Kappa Tau.
В 1981—1995 годы занимался частной юридической практикой в Норфолке, а также в 1982—1995 годы был городским прокурором в Батл-Крике.

### Верховный суд штата Небраска
В 1995 году губернатор Небраски Бен Нельсон назначил Джеррарда судьёй Верховного суда штата Небраска. В 41 год Джеррард стал самым молодым судьёй за всю историю этого суда.

### Федеральная судебная служба
В январе 2011 года Нельсон, являясь сенатором от штата Небраска, представил кандидатуру Джеррарда на замещение должности судьи Окружного суда штата Небраска взамен получившего повышение старшего судьи Ричарда Джорджа Копфа. 4 мая 2011 года президент Барак Обама формального представил Джеррарда к новой должности. 13 октября 2011 года Комитет Сената США по юстиции представил кандидатуру Джеррарда Сенату, который 23 января 2012 года утвердил его в должности 74 голосами против 16. Джеррард приступил к исполнению своих обязанностей 6 февраля 2012 года.